# Trachelyopterus fisheri
Trachelyopterus fisheri är en fiskart som först beskrevs av Eigenmann, 1916.  Trachelyopterus fisheri ingår i släktet Trachelyopterus och familjen Auchenipteridae. Inga underarter finns listade i Catalogue of Life.